# Dating Naked
Dating Naked är en amerikansk dejtingsåpa som visas på VH1. Den hade premiär juli 2014. Såpan matchar flera heterosexuella tävlande som rutinmässigt byts ut mot andra tävlande. De tävlande är nakna för det mesta, men programmet suddar ut bilderna på könsorgan, kvinnobröst och ibland rumpor. Amy Paffrath var värd för de två första säsongerna och hade kläder på sig under programmet. Den första säsongen spelades in på en ö i Panama.
Den andra säsongen spelades in i Filippinerna och programmet döptes om till Dating Naked: Playing for Keeps. Den hade premiär 22 juli 2015, och avslutades 16 september 2015.
Den tredje säsongen, spelades in i Bora Bora och premiär 29 juni 2016 och avslutades 14 september 2016. Programledaren var Rocsi Diaz.  
2024 startade Dating naked UK, som spelades in i Colombia, och till skillnad från den amerikanska versionen, så sker ingen censur av könsorgan och kvinnobröst.